# Asplenia rubrescens
Asplenia rubrescens là một loài bướm đêm trong họ Noctuidae.